# Bothus myriaster
Bothus myriaster es una especie de pez de la familia Bothidae en el orden de los Pleuronectiformes.

## Hábitat
Es un pez de mar.

## Morfología
• Pueden llegar alcanzar los 27 cm de longitud total.

## Distribución geográfica
Se encuentra desde las  costas de Mozambique hasta el Vietnam,  Java, Sumatra, Filipinas, Taiwán, Corea del Sur y Japón.